# Pike
Pike是一種高階，跨平台的電腦程式語言，其語法與C語言相近。Pike是屬於自由軟體，它在GPL、LGPL以及MPL之下發表。